# Gerhard Roiß
Gerhard Roiß (* 1963 in Grieskirchen, Oberösterreich) ist ein österreichischer Schauspieler.

## Leben
Gerhard Roiß studierte nach der Matura von 1982 bis 1986 Philosophie und Geschichte an der Universität Wien, von 1986 bis 1988 absolvierte er eine Schauspielausbildung am damaligen Konservatorium der Stadt Wien (heute Musik und Kunst Privatuniversität der Stadt Wien). Von 1987 bis 1990 war er Mitglied am Theater Der Kreis. In der Folge hatte er Engagements am Wiener Volkstheater und am Wiener Schauspielhaus, bei den Festspielen Reichenau, am Stadttheater Klagenfurt, am Berliner Renaissancetheater, am Theater im Pfalzbau in Ludwigshafen am Rhein, am Prinzregenttheater in Bochum und am Kölner Theater der Keller.
Mit seiner Frau Susanne Kubelka gründete er 2005 den Theaterverein Coop05. Außerdem unterrichtet er seit 2005 an der Arturo Schauspielschule sowie der Internationalen Filmschule Köln Schauspiel.
In der Folge Seven Eleven der Fernsehreihe Tatort war er 1990 als Inspektor Katzki zu sehen, in der Fernsehserie Verschollen verkörperte er von 2004 bis 2005 die Rolle des Hans „Tresko“ Baran.

## Filmografie (Auswahl)
- 1989: Tatort: Blinde Angst (Fernsehreihe)
- 1990: Tatort: Seven Eleven (Fernsehreihe)
- 1991: Der Großinquisitor
- 1992: Eurocops (Fernsehserie)
- 1999: Kommissar Rex – Giftgas (Fernsehserie)
- 2000: Heller als der Mond
- 2000: Julia – Eine ungewöhnliche Frau – Die Heilquelle (Fernsehserie)
- 2004–2005: Verschollen (Fernsehserie, 28 Episoden)
- 2005: Lindenstraße – Schusswechsel (Fernsehserie)
- 2005: SOKO Köln – Bewährungsprobe (Fernsehserie)
- 2007: Die Rosenheim-Cops – Das Feuer der Rache (Fernsehserie)
- 2007: Im Namen des Gesetzes – Panik (Fernsehserie)
- 2008: SOKO Donau – Der zweite Mann  (Fernsehserie)
- 2009: Lasko – Die Faust Gottes – Der Fluch  (Fernsehserie)
- 2010: Die Rosenheim-Cops – Der letzte Atemzug (Fernsehserie)
- 2012: MEK 8 – Erotik Club
- 2013: Danni Lowinski – Neue Männer
- 2015: Die Rosenheim-Cops – Tod am Schlagbaum (Fernsehserie)
- 2017: Alarm für Cobra 11 – Die Autobahnpolizei – Die verlorenen Kinder (Fernsehserie)
- 2017: SOKO Donau – Ich sehe was, was du nicht siehst (Fernsehserie)
- 2018: Clash of Futures
- 2018: Marie Brand und der schwarze Tag (Fernsehreihe)
- 2019: Marie Brand und der Reiz der Gewalt (Fernsehreihe)
- 2019: Tatort: Lakritz (Fernsehreihe)
- 2020: Breaking Even (Fernsehserie)
- 2021: Bettys Diagnose – Schuld und Familie (Fernsehserie)
- 2022: Landkrimi – Der Schutzengel (Fernsehreihe)
- 2024: Tatort: Made in China (Fernsehreihe)